# ديفيد شيبر
ديفيد شيبر (بالإنجليزية: David Schipper)‏ (27 سبتمبر 1991 في الولايات المتحدة - ) هو لاعب كرة قدم أمريكي في مركز الوسط.